# Bautzen
Bautzen [▶] (gornjolužičkosrpski: Budyšin [▶]) (do 3. lipnja 1868. službeno Budissin) grad je u Gornjoj Lužici u Njemačkoj. 

## Zemljopis
Nalazi se na rijeci Šprevi u istočnoj Saskoj.

## Stanovništvo
Prema podacima iz 2019. godine grad ima 38.425 stanovnika. 
Iako u gradu živi svega 5 – 10 % Lužičkih Srba, Budišin slovi kao njihovo političko i kulturno središte u Gornjoj Lužici. 
Gradonačelnik Budišina je Alexander Ahrens.

## Povijest
Ovaj se grad prvi puta spominje 1002. godine. Između njemačkog kralja Henrika II. i poljskog kneza Boleslava I. u Bautzenu je 1018. godine potpisan mir, po kojemu je Budišin bio pod poljskom vlašću. Grad je postao dijelom Svetog Rimskog Carstva 1033., zatim Češke 1319. i naposljetku Saske 1635. godine.
Za vrijeme Njemačke Demokratske Republike Bautzen je bio poznat po svoja dva zatvora. Danas je u funkciji jedan od njih, dok je drugi (gdje su zatvarani politički zatvorenici) pretvoren u memorijalni muzej.

## Vanjske poveznice
- Službene stranice